# Herbsheim
Herbsheim es una localidad y  comuna francesa situada en el departamento de Bajo Rin, en la región de Alsacia.

## Características
Herbsheim está integrada en la Communauté de communes de Benfeld et environs. Se encuentra en la llanura alsaciana, 10 km al oeste del Rin y 4 km al este de Benfeld.

## Demografía
| 582                        | 609 | 610 | 635 | 719 | 765 |
| (Fuente: [cita requerida]) |     |     |     |     |     |

(Población sans doubles comptes tal como la define el INSEE).
Su población en 2006 era de 793 habitantes. 